# Paul Pârvulescu
Paul Ovidiu Pârvulescu (* 11. srpna 1988, Mediaș, Rumunsko) je rumunský fotbalový obránce či záložník a bývalý mládežnický reprezentant, který hraje v rumunském klubu FC Steaua București.

## Klubová kariéra
Paul Pârvulescu hrál v Rumunsku profesionálně nejprve za klub CS Gaz Metan Mediaș.
4. ledna 2011 přestoupil do popředního rumunského klubu z hlavního města FC Steaua București, kde podepsal smlouvu na 5 let. V sezóně 20112/13 vyhrál s klubem ligový titul a následně v červenci 2013 i rumunský Superpohár (po výhře 3:0 nad FC Petrolul Ploiești). V ročníku 2013/14 se Steaua představila v základní skupině E Ligy mistrů, kde se střetla s anglickým týmem Chelsea FC, německým FC Schalke 04 a švýcarským FC Basilej.
V sezóně 2013/14 se Steauou ligový titul obhájil.

## Reprezentační kariéra
Pârvulescu reprezentoval Rumunsko v mládežnické kategorii do 21 let.